# تجفيف الأهوار

الأهوار بين عامي 2000 - 2009

حدث تجفيف أهوار بلاد ما بين النهرين في العراق وبدرجة أقل في إيران بين الخمسينيات والتسعينيات من القرن الماضي لتطهير مناطق واسعة من الأهوار في جنوب منطقة نهري دجلة والفرات. كانت الأهوار تغطي سابقًا مساحة تبلغ حوالي 20.000 كيلومتر مربع (7700 ميل مربع)، وتم تجفيف الأهوار الفرعية الرئيسية، وأهوار الحويزة والوسطى والحمر، وجُففت في أوقات مختلفة لأسباب عديدة.
كانت الأهداف السياسية السبب الأول لتجفيف الأهوار، وهي إجبار عرب الأهوار على الخروج من المنطقة من خلال تكتيكات تحويل المياه وقطعها عن تغذية الأهوار ومعاقبتهم على دورهم في انتفاضة 1991 ضد حكومة صدام حسين.
وكان السبب حسب الحكومة العراقية آنذاك هو استصلاح الأراضي للزراعة والقضاء على أرض خصبة للبعوض. أدى ذلك لتهجير أكثر من 200000 من سكان المنطقة (يعرفون محلياً باسم المعدان)،  وصفت حكومة الولايات المتحدة ودول أخرى تجفيف الأهوار بأنه إبادة بيئية أو تطهير عرقي.
وصفت الأمم المتحدة تجفيف أهوار بلاد ما بين النهرين بأنه «كارثة إنسانية وبيئية مأساوية» على قدم المساواة مع إزالة الغابات في غابات الأمازون المطيرة ووصفها مراقبون آخرون باعتبارها واحدة من أسوأ الكوارث البيئية في القرن العشرين.

## عن الأهوار
تعتبر مناطق الأهوار أكبر نظام بيئي من نوعه في الشرق الأوسط وغربي آسيا. وتبلغ مساحة هذا المستنقع المائي الشاسع نحو 16 ألف كيلومتر مربع أي أكبر من مساحة دولة لبنان. وتمتد الأهوار بين ثلاث محافظات جنوبية هي ميسان، ذي قار، والبصرة. وهي جزء لا يتجزأ من طرق عبور الطيور المهاجرة ما بين القارات، ودعم أنواع الحيوانات المهددة بالانقراض، واستمرارية مناطق صيد أسماك المياه العذبة، وكذلك النظام البيئي البحري في الخليج العربي. وإضافة إلى أهميتها البيئية، تعتبر مناطق الأهوار تراثاً إنسانياً لا نظير له، وقد كانت موطناً للسكان الأصليين منذ آلاف السنين. وقد قدّر الباحث غافن يونغ عُمْرَ هذا المجتمع بخمسة آلاف سنة. وكانت منطقة الأهوار حاضنة للكثير من المعارضين للأنظمة السياسية على امتداد تاريخ البلاد، وذلك لوجود متاهات عديدة تخفي مئات الأفراد، ومنها انطلقت العديد من الثورات.

## تشريد الأهالي

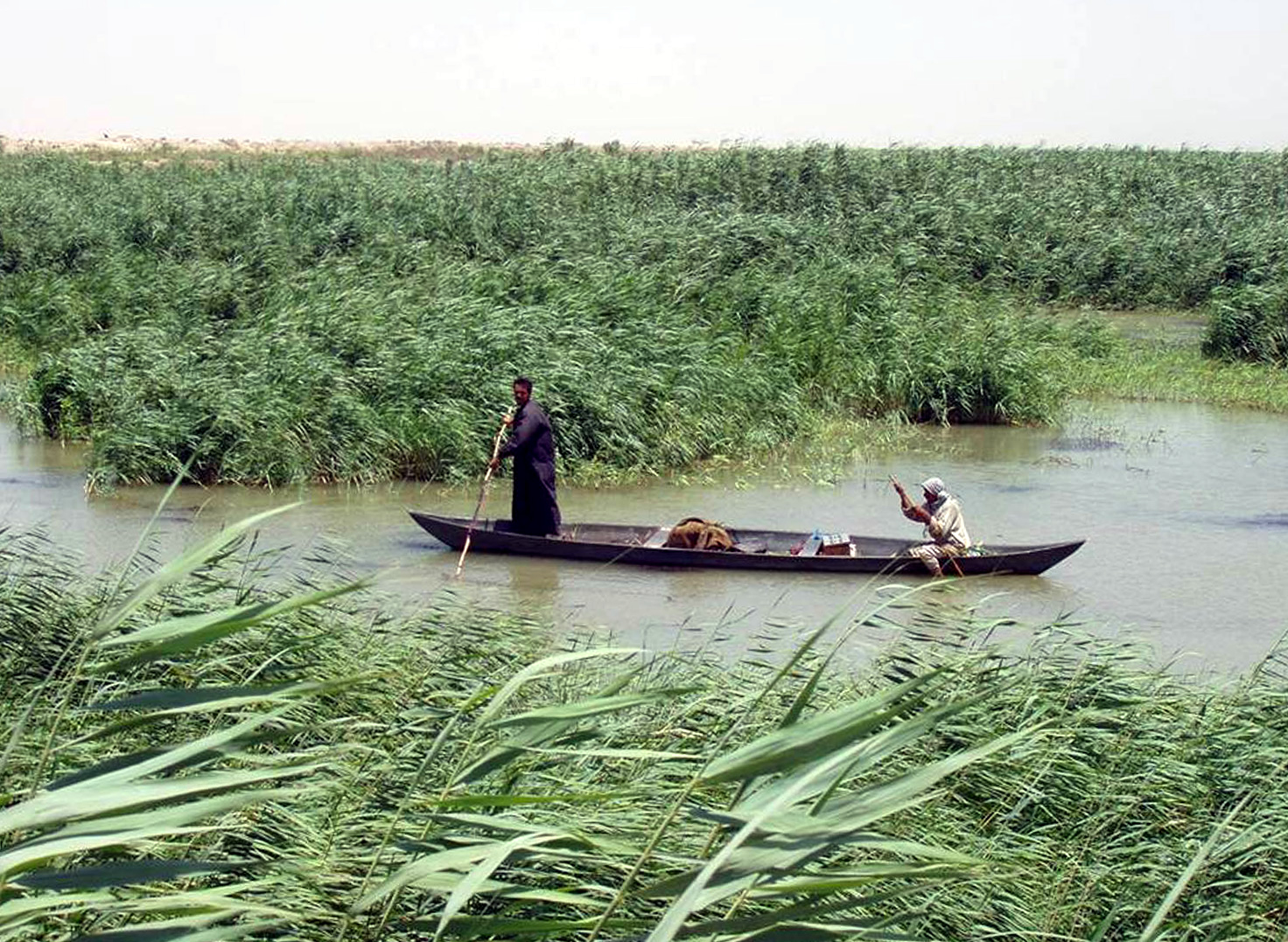
عرب الأهوار عادوا لمنطقتهم أخيراً

لم يتردد نظام صدام حسين أبداً في تدمير مصادر الثروة المائية للأهوار، حيث قام مبكراً (منذ العام 1985) بخطوات لتجفيفها، كمقدمة لمشروع أكبر، أدى إلى تدمير هذا المستنقع المائي الشاسع. فقد كشف الدكتور جيمس يراز نكتون، الأستاذ في قسم الجغرافيا في جامعة كامبريدج البريطانية، عن قيام السلطات العراقية بأعمال هندسية جديدة لتجفيف ما تبقى من مياه أهوار الحويزة المتاخمة للحدود العراقية ـ الإيرانية في العام 1985.
وبعدما انطلقت شرارة انتفاضة الشعب العراقي في العام 1991، التي زعزعت نظام صدام حسين آنذاك، وبعد قمع الانتفاضة في جميع المحافظات، بقيت الأهوار منتفضة بسبب صعوبة وصول القوات العسكرية للنظام إليها، وكلّف صدام حسين صهره حسين كامل وعزت الدوري بالإشراف على الهجوم على الأهوار والقضاء على المنتفضين. وأشرف الدوري ضابطين كبيرين لتنفيذ هذه العملية، هما إياد فتيح الراوي وعبد الواحد شنان آل رباط. وكانت مهمة فتيح الراوي تصفية مدينة العمارة، ومهمة آل رباط استعادة مناطق الأهوار. وهذا الأسلوب اتخذ أيضاً في مدينتي البصرة والناصرية، ولكن تحت إمرة ضباط آخرين. ولكن في مدينة العمارة، توجد أهوار متصلة بإيران من جهة، وبمدينة الناصرية من جهة أخرى، مما جعل الحكومة تركز عليها قبل البدء بالهجوم. وأعلنت مكبرات الصوت الحكومية من خلال طائرات مروحية بأن مدينة العمارة ستضرب بالغازات الكيميائية، مما أدى إلى هروب الكثيرين من المنتفضين إلى مناطق الأهوار، وقدروا في حينها بنحو مائة ألف شاب. وفي منطقة الأهوار، خاض جيش النظام معركة كبيرة مع المنتفضين، خصوصاً تلك المعركة التي جرت في قرية الشطانية والتي استخدم فيها الجيش نحو 150 كيلوغراماً من قذائف النابالم المحرّمة دولياً، وأصيب فيها قائد الحملة آل رباط بنيران المنتفضين، واستخدمت الطائرات المروحية في جمع مئات الشبان، هم وزوارقهم، من خلال شباك المروحيات. وقد أسفرت الاعتقالات وعمليات القتل العشوائي إلى اختفاء أكثر من 50 ألف مواطن من أبناء المنطقة، بعضهم اقتيد إلى السجون، والبعض الآخر هرب إلى إيران.[بحاجة لمصدر]

## التجفيف

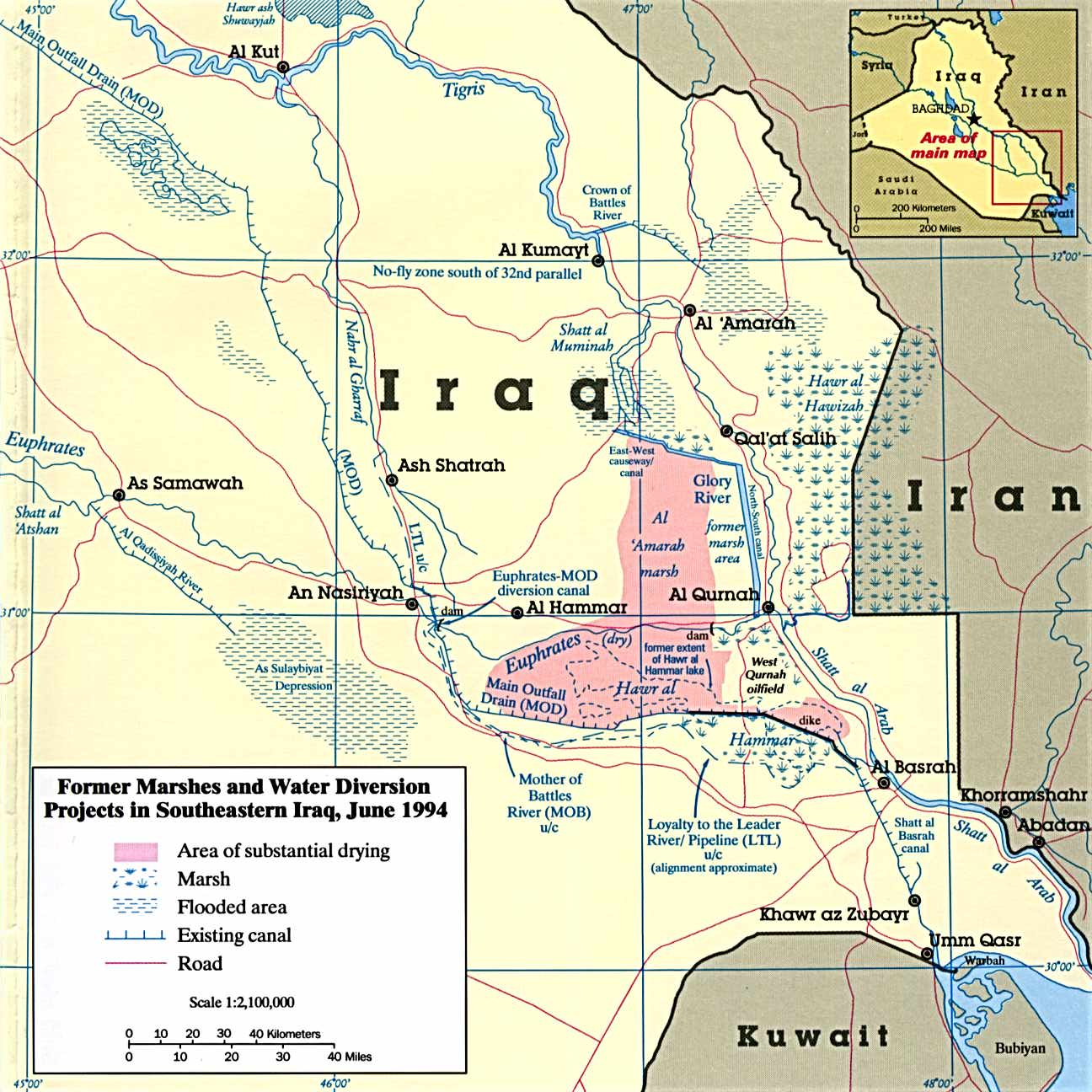
أهوار العراق بعد التجفيف عام 1994

في حقبة التسعينيات وبعد انتهاء حرب الخليج الثانية قام النظام الحاكم بحملة هندسية واسعة ومبرمجة لتجفيف أهوار الجنوب العراقي وقد اشترك جيشه بكل قدراته التنفيذية على مستوى الجهد الهندسي وإمكانيات دوائر الري وقد رافق ذلك إجلاء قسري لسكان القرى الواقعة ضمن المشروع بالقوة وهدم البيوت والقتل والقصف المدفعي وقد تم تنفيذ هذا المشروع بإنشاء سدود ترابية لمنع تدفق المياه من الأنهر التي تغذي الأهوار ومن ثم توجيهها لتصب في نهر الفرات عند القرنة وتحويل مجرى الفرات من موقعه الحالي شرق الناصرية إلى مجرى المصب العام أو ما عرف بنهر صدام حسين الذي كان في الأصل مبزلاً للمياه المالحة إلى خور الزبير فالخليج العربي بالإضافة إلى إنشاء سدّة ترابية بين قضاء المدينة ومحافظة الناصرية لمنع تدفق مياه الفرات إلى هور الحمار بواسطة الروافد مع سدود ترابية داخل الأهوار نفسها لتسهيل تجفيفها بسرعة.
هذه العملية أدّت إلى تحطيم نظام حياة بيئي استمر أكثر من 5000 سنة وتقليص مساحة الأهوار التي كانت تمتد إلى 15000-20000 كيلومتر إلى أقل من 2000 كم2 وتدمير الأهوار المركزية بنسبة 97% وتحولت إلى أراض جرداء ما صاحبه انخفاض مجموع السكان من 400.000 مواطن إلى حوالي 85000 مواطن أما الذين نجوا وأصبحوا تحت ضغط الإبادة فتم تهجيرهم إلى المدن وجاءت هذه العملية مع انخفاض شديد في منسوبي نهري دجلة والفرات عقب إنشاء السدود في كل من سوريا وتركيا بالإضافة إلى حروب صدام المزمنة سواء كانت في الداخل والخارج.

## تغيير المجال البيئي لمنطقة أهوار العراق
إن تجفيف هذه المنطقة التي تبلغ مساحتها 20.000 ألف كيلومتر تعد من أغنى مناطق البلاد بالتنوع الإحيائي والبيولوجي وأكبر نظام بيئي للمسطحات المائية في الشرق الأوسط مثلت أكبر الكوارث البيئية في العالم حيث إن سرعة التغيرات التي حدثت في بيئة الأهوار يمكن مقارنتها على حد تعبير أحد الخبراء مع سرعة إزالة الغابات في منطقة الأمازون أو تجفيف بحر آرال ففي أقل من عقد واحد من الزمان تم تجفيف أكبر مجمع مائي للمياه العذبة في العالم بالإضافة إلى الأضرار الكبيرة التي لحقت بالتنوع الحيوي وانقراض مجموعة من الحيوانات المتوطّنة في الأهوار بالإضافة إلى التغيرات الكبيرة التي لحقت بالمناخ وانخفاض نسبة التبخر والرطوبة الجوية وقد شهد نظام الأمطار في المنطقة تغيرات كبيرة وازدادت نسبة العواصف الترابية وحدث انخفاض كبير في إعداد الأبقار والجاموس في منطقة الأهوار كما أن الحالة الصحية والمناعية للأعداد المتبقية من الحيوانات قد تردت بسبب نقص العلف الأخضر.

## تدمير النظام البيئي

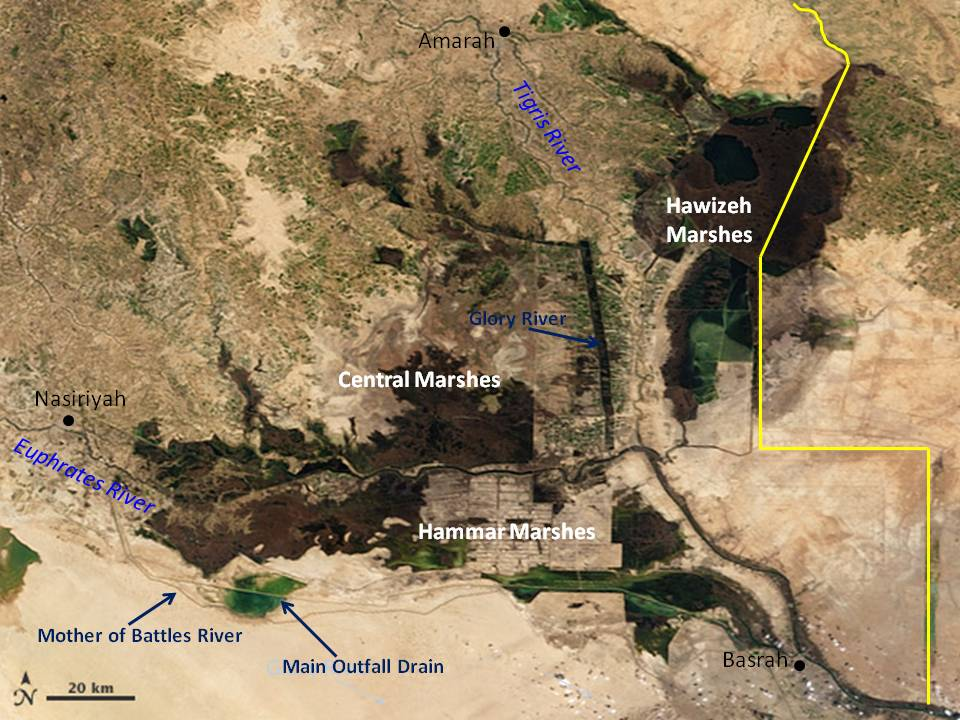
الأهوار في عام 2007

تؤلف الأراضي المغطاة بالمياه مساحة شاسعة في أرض جنوب العراق وتؤمن هذه البيئة المكان المناسب لتجمعات مهمة من الحياة البرية المستوطنة والمهاجرة ولكون هذه البيئة المائية محاذية للمحيط الصحراوي فان لذلك تأثيراً كبيراً على الحد من التصحر في المنطقة ومن الأمور المهمة التي تلعبها الأهوار دخولها كحلقة أساسية في الهجرة الداخلية بين القارات للطيور والأسماك بالإضافة إلى أن هذه البيئة من المسطحات المائية التي تحتوي على إرث طبيعي استثنائي ومخزون جيني مهم وعالمي.

### المحيط النباتي والحيواني
إن بيئة الأهوار المغطاة تماما بالنباتات الطبيعية حيث نبات القصب في وسط الأهوار بعده يأتي نبات البردي والذي ينمو في حواف الأنهار والأهوار الموسمية وهناك بعض النباتات التي تتحمل الملوحة العالية مثل (النسل) و (الخويصة) و (العرمط) ولكل نوع من هذا التنوع النباتي فوائده وأهميته البيئية كما أن له استخداماته الخاصة من قبل السكان.
أما الحياة الحيوانية فإن الأهوار تتضمن تنوعا حيوياً كبيراً ومكاناً للتكاثر ونقطة تجمع للهجرات بين غربي سيبيريا - قزوين- النيل حيث سجلت الدراسات المسحية وجود 134 نوعاً من الطيور والحيوانات النادرة تعرضت بعد عمليات التجفيف إلى الضغط البيئي ويعتقد الخبراء الآن أنها انقرضت من المنطقة تماماً.

### النظام المناخي
ٌإن تجفيف الأهوار لعب دوراً مؤثراً في تغير الأحوال المناخية التي لها تأثير على الأحوال الزراعية والحياة البشرية حيث أن الجداول التي تحدد العناصر المناخية تثبت الأثر الواضح للسنوات العشر ما بعد مرحلة تجفيف الأهوار التي تخص المعدلات الشهرية والسنوية لدرجات الحرارة ومعدلات الحرارة العظمى والرطوبة النسبية حيث تجد الفروقات الكبيرة فمعدلات الحرارة للسنوات العشر التي سبقت التجفيف كانت 23,9 مْ أصبحت في التسعينيات 25,17 مْ ومعدلات الحرارة العظمى كانت 31,6مْ أصبحت 33,2 مْ ومقدار الرطوبة كانت 61% أصبحت 41% وكل هذا يعود إلى أن الرياح الشمالية الغربية السائدة في المنطقة أصبحت تجري على أرض جافة فلا رطوبة فيها لكي تكون الضابط في عدم ارتفاع درجات الحرارة.

### النظام البشري
إن تدمير البنى البيئية أدّى إلى تهجير القسم الأكبر من سكان عرب الأهوار وتمزيق النسيج الاجتماعي والاقتصادي والثقافي وحرمان السكان من التعايش وقد عانى السكان من عمليات تهجير واسعة ضمن حملات قامت بها الحكومة حيث تشير التقديرات إلى أن ما بين 85000-100000 إنسان من عرب الأهوار يقيمون حاليّاً ضمن ما تبقى من مناطقهم الأصلية وبمن فيهم 10% يعيشون على الطريقة التقليدية بينما تبقى حوالي 100000- 200000 مهجرين داخليّاً ضمن الرقعة العراقية وحوالي 100000 يعيشون لاجئين بيئيين خارج العراق حيث أن عرب الأهوار هم سكان بلاد ما بين النهرين قد طوروا حياة فريدة معتمدين على المياه فهم يمتلكون ثقافة موحدة ولغة موحدة وديناً وعادات مشتركة لذا فإنهم بوضوح مجموعة إثنية ودينية وهذه الأعمال الوحشية أدّت إلى إبادة عنصر حضاري وإرث تاريخي كبير.

## الخلاصة
إن تجفيف هذه المنطقة الواسعة من جنوب العراق أدى إلى:
1. ارتفاع درجات الحرارة وانخفاض نسبة الرطوبة وتدني نوعية التمور.
2. زيادة الاحتياج المائي للمحاصيل الزراعية نتيجة لما يفقده النبات من خلال التبخر.
3. احتياج الثروة الحيوانية إلى الماء بكمية أكبر وتعرضها إلى خطر الجفاف.
4. رحيل الطيور النادرة عن المنطقة.
5. انتشار الأملاح في التربة وخراب مواصفاتها.
6. تفكك جزيئات التربة ما يسهل على الريح رفع الذرات المهمة للإنتاج الزراعي.
7. انقراض أنواع لاحصر لها من الطيور والنباتات والحيوانات.

## وصلات خارجية
- تجفيف الأهوار فلم وثائقي على يوتيوب * ذكرى جريمه تجفيف اهوار العراق عام 1991
- من الطبيعة الخلابة إلى التصحر؛ الأهــوار.. نظريات نشوئها وعقابيل التجفيف